# Canneto (Caronia)
Canneto (Cannitu in siciliano) è una frazione di 180 abitanti di Caronia, comune italiano della città metropolitana di Messina in Sicilia.

## Geografia fisica
La frazione si estende lungo la costa tirrenica, fra Marina di Caronia (a 5 km-est) e Santo Stefano di Camastra (a 5 km-ovest), e sorge lungo la Strada Statale 113 "Settentrionale Sicula" Messina-Palermo-Trapani. Da Caronia dista 8 km, e nei pressi dell'abitato passano la linea ferroviaria Messina-Palermo e l'autostrada A20. Situata circa a metà strada fra Palermo e Messina, dall'una dista 105 km e dall'altra 115.

## I casi d'incendio
Canneto (spesso citata con il toponimo di Canneto di Caronia) è salita agli onori della cronaca dall'inverno 2003-2004, per via di quelli che si ritenevano strani fenomeni di combustione (apparentemente senza innesco): contatori ed oggetti contenenti parti metalliche prendevano fuoco senza alcuna ragione apparente. Alcune teorie molto fantasiose parlarono della presenza di poltergeist, altre ipotizzarono la presenza di UFO dati anche dei presunti avvistamenti nel territorio circostante (Isole Eolie comprese), altre ipotesi parlarono di elettromagnetismo proveniente dall'alto mare ma s'ipotizzò anche che le cause fossero dovute alla dispersione d'energia dell'attigua ferrovia (elettrificata).
I fenomeni, protrattisi nel tempo, hanno causato anche un parziale allontanamento di alcuni abitanti dalle proprie case e hanno dato notorietà alla piccola località (coniando ad esempio il termine "X-Files di Caronia"), alla quale sono stati dedicati diversi servizi televisivi anche su reti nazionali. Tra le prime trasmissioni ad occuparsi della questione, nell'ottobre del 2004, vi fu Striscia la notizia.
Il 10 maggio 2005 fu istituito Il Gruppo Interistituzionale per l'Osservazione dei Fenomeni con ordinanza emergenziale della Protezione civile n. 3428 e prevedeva una collaborazione tra Stato Italiano e Regione Siciliana, anche nello stanziamento di fondi. Secondo questo gruppo, Canneto di Caronia "è stata colpita da fenomeni elettromagnetici di origine artificiale, capaci di generare una grande potenza concentrata".
Massimo Polidoro e Marco Morocutti, rappresentanti dell'associazione CICAP, svolsero un'indagine di cui fu stilato un resoconto che escluse la plausibilità delle ipotesi sofisticate o paranormali, formulate dalla stessa Protezione Civile.
Il 24 giugno 2008 in seguito ad ulteriori indagini da parte dei periti nominati, il caso venne archiviato dalla procura di Mistretta. La conclusione dei consulenti fu che si trattò di fiamme libere e di mano umana.
Il 20 ottobre 2014 dalla Procura di Patti viene notificato un avviso di garanzia ad un venticinquenne del posto con l'accusa di aver incendiato in diverse occasioni gli arredamenti di casa, con l'intenzione di renderli come “fenomeni incendiari inspiegabili” ed ottenere risarcimento. Nel mese di Luglio dello stesso anno, l'Agenzia regionale per la protezione ambientale collocò una centralina per il primo monitoraggio a Canneto, non riscontrando però niente di rilevante.
Nonostante le indagini della procura di Patti, Il 24 ottobre 2014 la Presidenza del Consiglio dei Ministri insediò un nuovo gruppo di studio sui fenomeni che hanno occupato le cronache per tutta l'estate 2014
Il 5 marzo 2015 viene arrestato Giuseppe Pezzino, un ventiseienne di Caronia a cui vengono contestati gli incendi inspiegabili verificatisi dal 2004 in poi. Questi, sulla base delle risultanze delle indagini, furono causati, con la complicità del padre, da Nino Pezzino membro del comitato per ottenere aiuti economici in favore dei cittadini colpiti dalle calamità.  Il 26 marzo 2022 Antonino e Giuseppe Pezzino vengono condannati in primo grado rispettivamente a un anno e mezzo e a sei anni di reclusione per i reati di incendio, danneggiamento e truffa.